# Вересень 2019
Вересень 2019 — дев'ятий місяць 2019 року, що розпочався в неділю 1 вересня та закінчився в понеділок 30 вересня.

## Події
- 1 вересня
  - У Західному Техасі (США) сталася стрілянина в районі Мідленда-Одеси, загинуло 7 осіб[1][2][3].
- 3 вересня
  - Українська сторона демонтувала фортифікації поблизу зруйнованого моста через Сіверський Донець у Станиці Луганській.[4][5]
  - Верховна рада України схвалила законопроєкт, який передбачає зняття недоторканності з народних депутатів[6].
  - Українська тенісистка Еліна Світоліна вийшла до півфіналу турніру серії «Великого шолому» US Open[7].
  - У результаті заворушень в Йоганнесбурзі (ПАР) загинуло щонайменше 7 людей[8].
- 4 вересня
  - Кабінет Міністрів України ухвалив рішення про звільнення мера Києва Віталія Кличка з посади голови Київської міської державної адміністрації[9] та Уляни Супрун з посади першого заступника міністра охорони здоров'я[10].
  - Президент України Володимир Зеленський ветував закон про державну підтримку національної скаутської організації «Пласт»[11].
  - Протести в Гонконзі: влада повідомила про відкликання законопроєкту про екстрадицію, який викликав тривалі протести.[12]
- 5 вересня
  - Близько 50 людей загинуло та 2500 вважаються зниклими безвісти на Багамах внаслідок потужного урагану Доріан[13][14]
  - У результаті вибуху в Кабулі в дипломатичному районі загинуло 10 людей та понад 40 отримали поранення.[15]
  - Розпочав роботу новостворений Вищий антикорупційний суд України[16].
  - Київський апеляційний суд випустив з-під варти колишнього бойовика угруповання «ДНР», свідка у справі про збиття малайзійського літака рейсу МН17 на Донбасі, Володимира Цемаха під особисте зобов'язання[17].
- 6 вересня
  - Індійський спускний апарат місії Чандраян-2 зазнав невдачі під час спроби посадки на поверхню Місяця[18].
- 7 вересня
  - У результаті операції по взаємному звільненню утримуваних осіб до України повернулися 22 українські моряки, 2 співробітники СБУ та 11 українських політв'язнів Кремля — Олег Сєнцов, Володимир Балух, Едем Бекіров, Павло Гриб, Микола Карп'юк, Станіслав Клих, Олександр Кольченко, Євген та Артур Панови, Олексій Сизонович та Роман Сущенко[19]
  - Головний приз 76-го Венеційського кінофестивалю здобув фільм «Джокер» режисера Тодда Филліпса[20]. Український фільм Атлантида режисера Валентина Васяновича здобув перемогу в офіційній конкурсній програмі «Горизонти»[21].
- 8 вересня
  - В Україні вперше на державному рівні вшановують роковини депортації українців з етнічних західних територій[22].
  - На Відкритому чемпіонаті США з тенісу 2019 серед чоловіків переміг Рафаель Надаль, серед жінок — Б'янка Андреєску[23].
- 9 вересня
  - У Тувалу відбулися Загальні вибори, під час яких обрано 15 депутатів.
  - В Україні стартував формальний ІТ-аудит основних систем нової митниці[24][25].
  - Українці по всьому світу відзначають 250-річчя з дня народження засновника нової української літератури Івана Котляревського[26].
  - Єлизавета II підписала закон, який відкладає вихід країни із Європейського союзу у разі, якщо до 31 жовтня 2019 року не буде підписано угоду з Брюсселем.[27]
  - Помер найбільш впливовий фотограф-документаліст Роберт Франк у віці 94 роки[28]
- 10 вересня
  - Народні депутати Верховної Ради України проголосували за законопроєкт № 1012 про імпічмент Президента[29].
  - Президент США Дональд Трамп звільнив радника з національної безпеки Джона Болтона[30]
  - Суд ЄС виніс рішення на користь Польщі та національної нафтогазової компанії PGNiG в суперечці про доступ російського «Газпрому» до гілки Nord Stream[31][32]
  - В іракському місті Кербела під час релігійного ритуалу, загинула 31 людина, 100 отримали поранення.[33]
  - В Іжевську (Росія) перед будівлею парламенту Удмуртської Республіки, протестуючи проти русифікації, вчинив самоспалення Альберт Разін, заслужений діяч науки Удмуртської Республіки, від отриманих опіків вчений помер у лікарні[34].
  - Компанія Apple презентувала лінійку нових iPhone 11[35]
- 11 вересня
  - Прем'єр-міністр Канади Джастін Трюдо оголосив про розпуск парламенту, вибори відбудуться 21 жовтня[36].
  - Уряд Японії пішов у відставку, на своїх посадах залишаться лише генеральний секретар уряду і міністр фінансів[37].
  - Рух за незалежність Каталонії: у Барселоні сотні тисяч людей вийшли на мітинг на підтримку відділення Каталонії від Іспанії.[38].
  - Біля посольства США в Кабулі вистрілили з гранатометів у 18-ту річницю трагедії. Працівник посольства по телефону, підтвердив вибух, але не уточнив деталей. Це було першою атакою в афганській столиці після того, як президент Дональд Трамп різко припинив переговори між США та Талібаном на межі очевидної угоди про припинення найдовшої війни в Америці.[39]
- 12 вересня
  - У результаті терористичної атаки в Кулпі (Туреччина) загинуло 7 людей, ще 10 зазнали поранень.
  - Переможницею конкурсу «Міс Україна 2019» стала Маргарита Паша[40][41].
- 14 вересня
  - Хуситами з Ємену за допомогою дронів здійснено атаку на найбільше у світі нафтове родовище в районі міста Абкайк на сході Саудівської Аравії. Атака спричинила гігантську пожежу.[42].
  - Президент Володимир Зеленський повернув до парламенту Виборчий кодекс України зі своїми пропозиціями[43].
  - У Києві завершив роботу 16-й міжнародний форум «Ялтинська європейська стратегія—2019», який тривав протягом трьох днів[44].
- 15 вересня
  - Збірна Іспанії стала переможцем Чемпіонату світу з баскетболу 2019, здолавши у фіналі збірну Аргентину[45].
  - Завершився Паралімпійський чемпіонат світу з плавання 2019. За медальним заліком перше місце посіла Італія. Україну представляло 43 спортсмени, які вибороли 55 медалей (17 золотих, 22 срібних та 16 бронзових). Це дозволило посісти четверте загальнокомандне місце, а за кількістю нагород — перше.[46]
  - Завершились Всесвітні міські ігри 2019[47].
- 16 вересня
  - Український борець греко-римського стилю Жан Беленюк здобув перемогу на Чемпіонаті світу 2019, що проходив у Нур-Султані[48][49].
  - Паралімпійська збірна України посіла 4-те місце в загальнокомандному заліку на Паралімпійський чемпіонат світу з плавання 2019, здобувши 55 медалей, серед яких 17 золотих, 22 срібних і 16 бронзових.[50]
- 17 вересня
  - Єдину ПЦУ де-факто визнала Олександрійська помісна православна церква (Південна Африка).[51]
  - В Афганістані в результаті терористичних актів сталося два вибухи, загинуло 48 осіб.[52][53]
- 18 вересня
  - Уряд звільнив Володимира В'ятровича з посади голови Інституту національної пам'яті[54].
- 20 вересня
  - Мільйони людей по всьому світу взяли участь у глобальному кліматичному страйку за боротьбу із зміною клімату.[55][56]
  - В Єгипті відбулися масові протести із вимогою відставки діючого президента Абделя Фаттаха Ас-Сісі.
  - Соціальна мережа Twitter видалила тисячі акаунтів по всьому світу через фейкові новини[57][58].
  - Президент Білорусі Олександр Лукашенко ухвалив рішення про підписання угоди з Євросоюзом про спрощення візового режиму та реадмісію[59].
- 21 вересня
  - Чоловіча збірна України з волейболу вперше в історії вийшла до чвертьфіналу чемпіонату Європи з волейболу[60].
- 22 вересня
  - На Чемпіонаті світу з боротьби 2019, що проходив у Казахстані, найбільшу кількість нагород здобули спортсмени Росії, українські борці в медальному заліку на 6-му місці.
- 23 вересня
  - Британська туристична компанія Томас Кук, створена у 1841 році, оголошена банкрутом[61].
  - У Нью-Йорку завершив роботу триденний Саміт ООН з питань клімату 2019.
  - Відбулося щорічне нагородження за версією ФІФА. Найкращим футболістом визнано Ліонеля Мессі, найкращим тренером — Юргена Клоппа.
- 24 вересня
  - Палата Представників Конгресу США почала процедуру імпічменту Президента США Дональда Трампа[62].
  - Розпочалися загальні дебати 74-ї сесії Генеральної Асамблеї ООН.
- 25 вересня
  - Китай спустив на воду свій перший універсальний десантний корабель типу 075[63].
- 28 вересня
  - Біля села Республіканець на Херсонщині відкрили невідому донедавна фортецю, збудовану на рубежі тисячоліть[64].
- 29 вересня
  - Переможцем Чемпіонату Європи з волейболу серед чоловіків стала команда Словенії[65].
- 30 вересня
  - 18-річна українка Ярослава Магучіх, встановивши світовий рекорд серед юніорів, завоювала срібну медаль на Чемпіонат світу з легкої атлетики у стрибках у висоту.